# Jack Del Rio
Jack Del Rio (Castro Valley, 4 de abril de 1963) é um ex-jogador de futebol americano e treinador americano. Foi técnico do Oakland Raiders da National Football League (NFL), até ser substituído por Jon Gruden. Estreou na NFL em 8 de setembro de 1985 contra os Kansas City Chiefs. Mais tarde, jogou com o Kansas City Chiefs (1987–1988), o Dallas Cowboys (1989) e o Minnesota Vikings.

## Biografia
Del Rio nasceu em Castro Valley, Califórnia, seu pai era de descendência espanhola e italiana.

### Oakland Raiders
Em 14 de janeiro de 2015, Del Rio foi contratado para se tornar o novo treinador do Oakland Raiders, substituído por Dennis Allen.